# Flädermussling
Flädermussling (Hohenbuehelia cyphelliformis) är en svampart som först beskrevs av Miles Joseph Berkeley, och fick sitt nu gällande namn av Orson Knapp Miller 1986. Flädermussling ingår i släktet Hohenbuehelia och familjen musslingar.  Arten är reproducerande i Sverige. Inga underarter finns listade i Catalogue of Life.